# 家族って
『家族って』（かぞくって）は、日本の連続テレビドラマ。
TBSにて、1990年9月3日 - 11月2日に「花王 愛の劇場」枠にて放送されていた。主演は奈良岡朋子。全45話。1976年から1977年にTBS系列木曜枠で放送されていた『ほんとうに』のリメイク版である。同枠における、石井ふく子がプロデューサーを務めた作品の第10作目。

## キャスト
- 奈良岡朋子
- 大和田獏
- 山下規介
- 五十嵐めぐみ
- 水原英子
- 山口健次
- 佐野大輔
- 上原真美
- 桑原崇
- 伊藤淳史
- 笈田敏夫
- 渡辺典子
- 近松麗江
- 伊藤ひろ子
- 土家里織
- 塩屋洋子
- 瀬戸口夏
- 岸野佑香
- 杉山とく子
- 長慶子

## スタッフ
- 原作 - 橋田壽賀子
- プロデューサー - 石井ふく子
- 脚本 - 石井君子
- 演出 - 川俣公明

## 主題曲
- 「涙を拭いて」（歌無し）
  - 演奏 - リチャード・クレイダーマン